# Nissan Xterra
O Xterra é um utilitário esportivo da Nissan, derivado da picape Frontier.  Foi fabricado entre 1999 e 2015, em duas gerações.
Foi montado no Brasil entre 2003 e 2007, na planta de São José dos Pinhais (PR). O Xterra foi vendido em versão única (SE), recheada de equipamentos. Traz ar-condicionado, direção hidráulica, freios ABS e volante com regulagem de altura e distância. Além do nome Xterra (pronuncia-se "écs-terra"), o visual também reforça a ligação do carro com os caminhos que o asfalto não alcançou. Para-choques e grande dianteira de plástico cinza, rack no teto - que conta com um cesto para transportar objetos -, estribos laterais, máscara no farol e tomada de ar sobre o capô dão o tom da conversa.
O Xterra vai bem no fora de estrada, apesar de perder pontos para o Defender 110, que além de contar com bloqueio do diferencial central leva vantagem nos ângulos de ataque e de saída - respectivamente, 51 e 34 graus para o Defender, contra 34 e 29 graus do Xterra. A tração 4x4, com a opção de reduzida, os 23,5 centímetros de altura em relação ao solo - 2 a mais que no rival - e o bom curso da suspensão permitem ao Xterra enfrentar terrenos irregulares, sem reclamar.
O 2.8 turbodiesel entrega 34,7 kgfm de torque, antes das 2000 rpm. Isso significa que o motorista conta com força suficiente para superar os obstáculos de uma trilha. Esse torque também ajuda numa rápida ultrapassagem na estrada. Nos testes de retomada, em nossa pista de testes, o Xterra se saiu bem. O jipe levou 6,5 segundos para ir de 40 a 80 km/h em terceira marcha, enquanto um Santana Jalapão, por exemplo, medido em janeiro deste ano, precisou de 8,1 segundos.
Na cidade, o desempenho não é tão elogiável. Apesar da boa marca de 14 segundos na aceleração de 0 a 100 km/h, o comportamento do carro não agradou. O Xterra utiliza a plataforma da Frontier cabine simples, mas é 32,9 centímetros menor, 10 mais largo e 24,3 mais alto. E a engenharia, quando projetou o utilitário, manteve a mesma suspensão da picape. Ou seja, braços triangulares independentes na dianteira e feixe de mola semi-elíptico na traseira. O resultado não poderia ser diferente: o Xterra pula feito uma Frontier. Ainda mais porque o acerto dado às molas e amortecedores é rígido, para oferecer segurança em curvas. Na picape, que tem caçamba, existe o argumento da necessidade de se transportar carga. Mas no Xterra não. E haja rim para suportar os solavancos em nossas ruas cheias de quebra-molas e buracos. A estabilidade, que agradou na terra, também ficou comprometida no asfalto.
As semelhanças com a Frontier se estendem para o interior da cabine. O painel de instrumentos é idêntico. No entanto, pela posição dos bancos, a ergonomia do Xterra fica mais bem resolvida. Tudo está à mão, com destaque para os comandos giratórios do ar-condicionado e para a alavanca do câmbio, que fica mais próxima do motorista que na picape. A iluminação em branco é agradável ao olhos. Para as viagens longas o Xterra oferece um descansa-braço central, que se abre em um porta-trecos. Há bastante espaço para quem viaja no banco de trás - ao contrário do que costuma ocorrer nas picapes de cabine dupla. O Xterra é generoso para as pernas, joelhos, ombros e cabeça dos ocupantes. Isso sem falar na vista, já que o banco traseiro fica em posição mais elevada que o dianteiro. A única reclamação que pode vir dos passageiros de trás - e isso não é exclusividade deles - é quanto ao elevado nível de ruído do motor. O turbodiesel canta como barítono em noite de estreia. Em ponto-morto, são 52 decibéis, com os vidros fechados. Em rotações mais elevadas, o ruído interno beira os 80 decibéis.

## Galeria
- Primeira geração (1999-2004)
- Segunda geração (2005-2015)